# بریسلر (پنسیلوانیا)
بریسلر (به انگلیسی: Bressler) یک منطقهٔ مسکونی در ایالات متحده آمریکا است که در Dauphin County واقع شده‌است. بریسلر ۰٫۸۱ کیلومتر مربع مساحت و ۱٬۴۳۷ نفر جمعیت دارد و ۱۴۹٫۳۵ متر بالاتر از سطح دریا واقع شده‌است.